# Aria cu management multifuncțional Vrănești
Aria cu management multifuncțional „Vrănești” este o arie protejată, sector reprezentativ de vegetație de stepă, una din puținele suprafețe din Stepa Bălților ocupate de vegetație spontană.

## Localizare
Aria protejată Vrănești se află la 3 km vest de satul Vrănești, raionul Sîngerei.

## Componența floristică
Într-un studiu din 1994 în perimetrul ariei sunt indicate circa 163 de specii de plante vasculare, inclusiv 10 specii de plante rare și pe cale de dispariție. Speciile belivalia sarmațiană (Bellevalia sarmatica) și coșaci (Astragalus dasyanthus) sunt înscrise în Cartea Roșie a Republicii Moldova.

## Galerie de fotografii

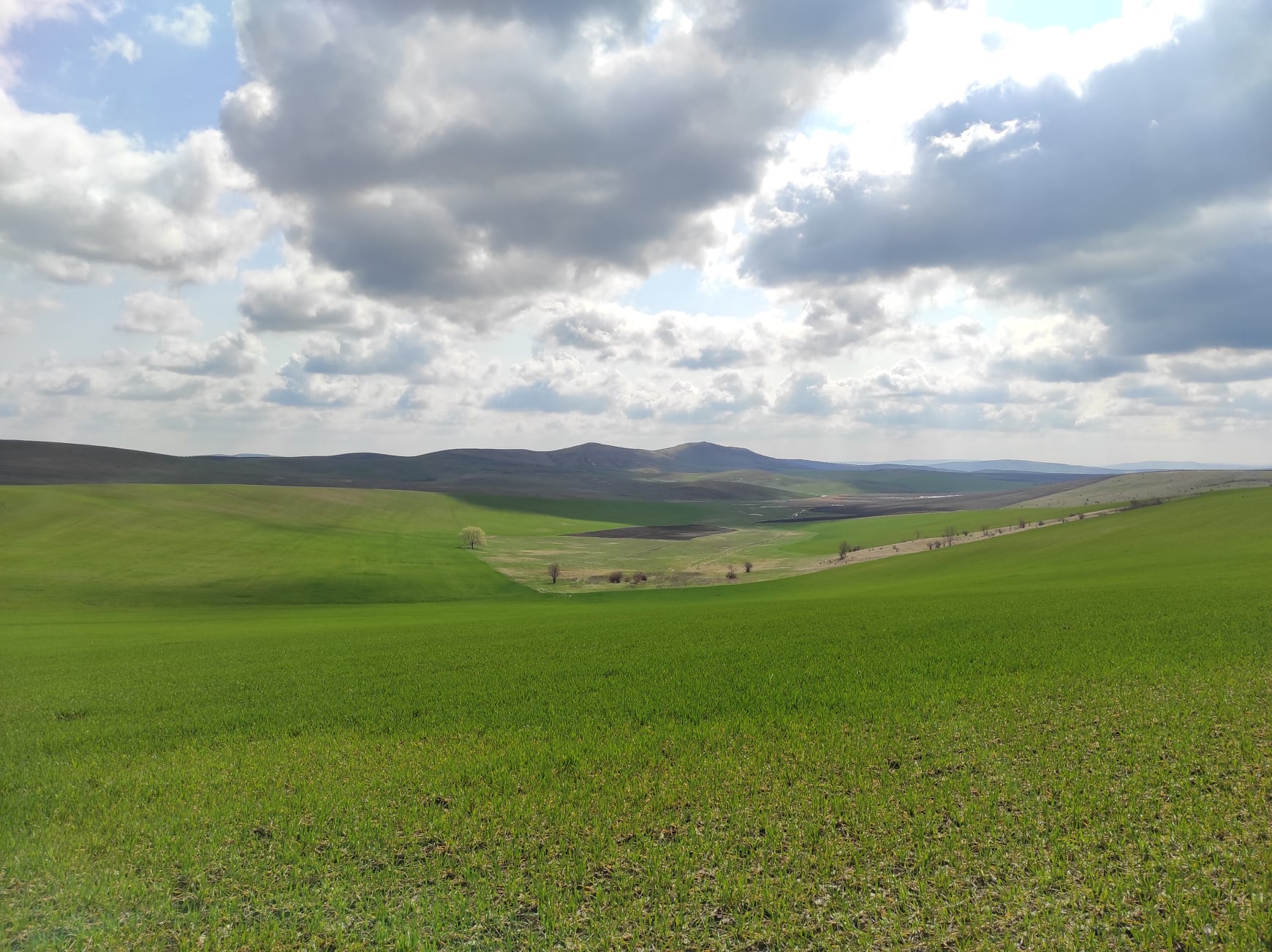
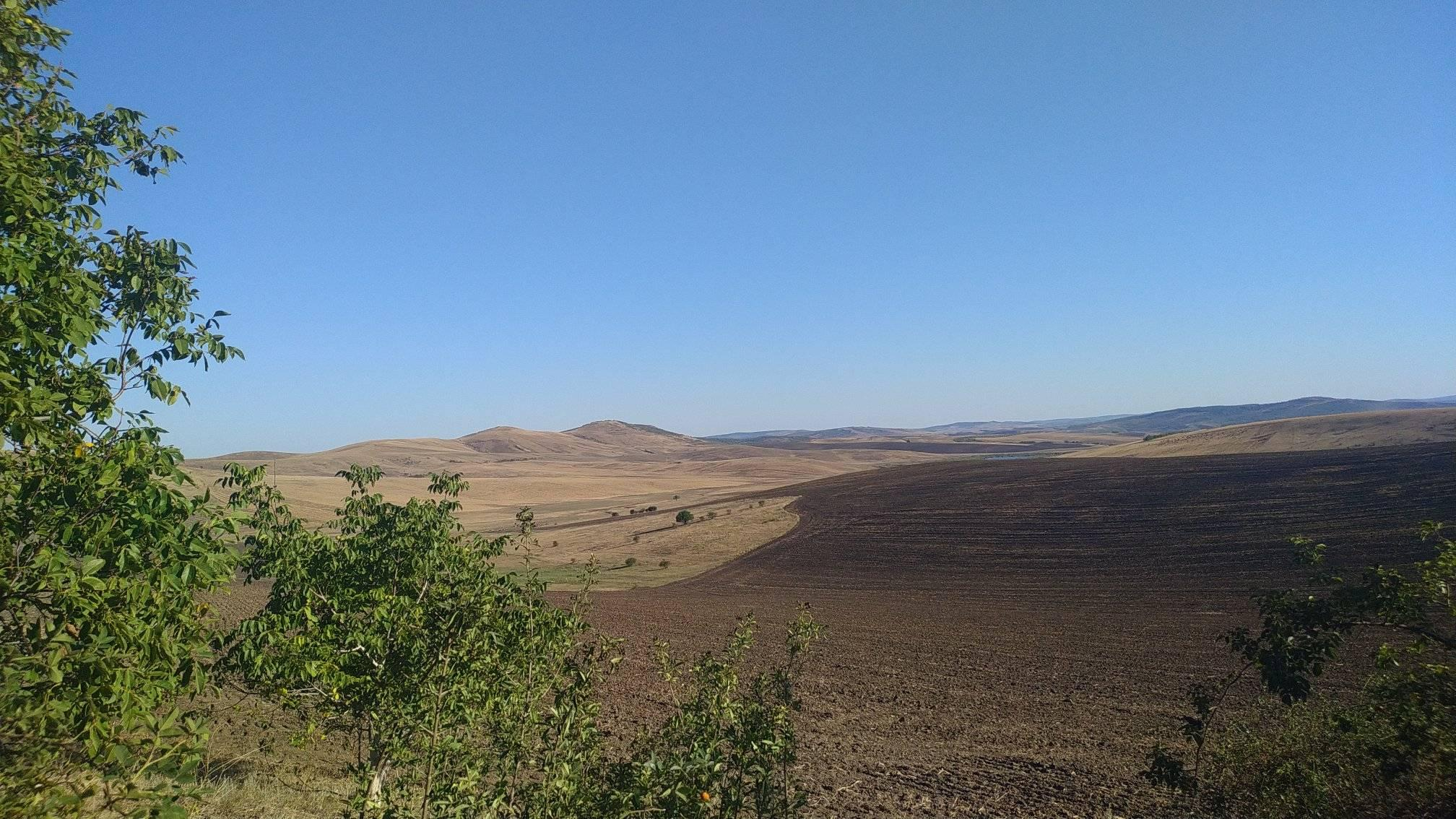
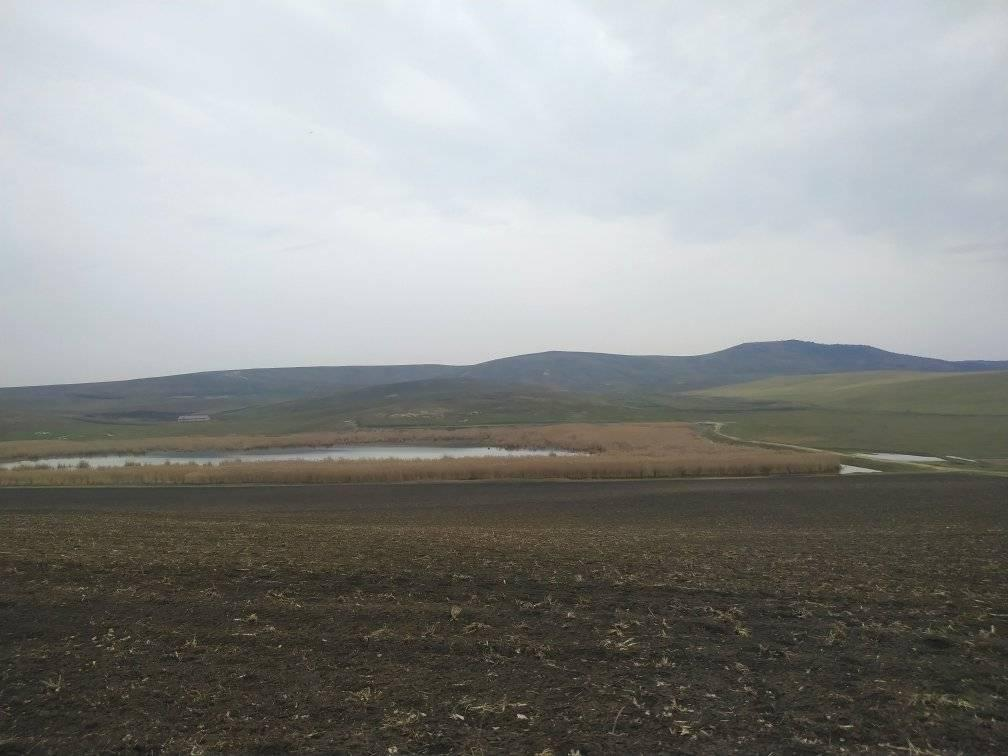